# 平山岩彦
平山 岩彦（ひらやま いわひこ、1867年9月22日（慶応3年8月25日）- 1942年（昭和17年）5月11日）は、明治から昭和前期の政治家、実業家。衆議院議員。

## 経歴
肥後国飽田郡、のちの熊本県飽田郡黒髪村（託麻郡黒髪村、熊本市 黒髪 を経て現:熊本市中央区黒髪）で、熊本藩家老米田家家臣・平山直衛の息子として生まれる。済々黌（現熊本県立済々黌高等学校）舎監となる。
佐々友房の指示で李氏朝鮮に渡り、安達謙蔵の漢城新報創刊を援助した。乙未事変に連座して広島監獄（現広島刑務所）に収監されたが三ヶ月で釈放された。
帰郷して政党活動を始め、熊本県会議員、同参事会員を務めた。守山又三の辞職に伴い1914年（大正3年）6月に実施された第11回衆議院議員総選挙熊本県郡部補欠選挙で当選し、以後、第17回総選挙まで再選され、衆議院議員に通算4期在任した。
その他、肥後農工銀行監査役、菊池軌道取締役、熊本電気取締役などに在任。また、1932年（昭和7年）振武館を設立して青少年の育成に尽力した。

## 国政選挙歴
- 第11回衆議院議員総選挙補欠選挙（熊本県郡部、1914年6月、立憲同志会）当選[6]
- 第12回衆議院議員総選挙（熊本県郡部、1915年3月、立憲同志会）落選[8]
- 第13回衆議院議員総選挙（熊本県郡部、1917年4月、憲政会）当選[9]
- 第14回衆議院議員総選挙（熊本県第2区、1920年5月、憲政会公認）次点落選[10]
- 第16回衆議院議員総選挙（熊本県第1区、1928年2月、立憲民政党公認）当選[11]
- 第17回衆議院議員総選挙（熊本県第1区、1930年2月、立憲民政党公認）当選[12]